# Bibliothèque d'Hadrien
La bibliothèque d'Hadrien, parfois appelée « bibliothèque aux cent colonnes », était un grand bâtiment situé sur l'agora romaine de l'Athènes antique, dont il subsiste aujourd'hui d'imposantes ruines. 
Il n'est cependant pas certain que l’ensemble bâti par l'empereur Hadrien au IIe siècle ait vraiment été initialement une bibliothèque. D'autre part, le complexe et sa fonction ont connu une évolution importante à travers les siècles.

## Fonction
À quoi servait cet ensemble qu'on appelle « Bibliothèque d'Hadrien » ? La question se pose, car si l'on est sûr que l'ensemble a été élevé par l'empereur Hadrien, on n'est pas certain qu'il s'agissait bien d'une bibliothèque,, et les spécialistes discutent de sa fonction : bibliothèque, centre culturel, forum impérial, archives, ou encore palestre combinée à un culte impérial? Le problème est en partie lié à la traduction et à l'interprétation d'un passage de la Description de la Grèce (« Périégèse ») de Pausanias, composée probablement entre 150 et 180,. En effet, Pausanias, écrit ceci,:    

« Hadrien a orné Athènes de plusieurs autres édifices qui sont, le temple de Junon (Héra), celui de Jupiter (Zeus) Panhellénien et le Panthéon. Mais on admire surtout des Portiques formés par cent (...) colonnes de marbre de Phrygie et dont les murs sont du même marbre, on y voit des salles dont les plafonds sont ornés d'or et d'albâtre, et qui sont décorées de tableaux et des statues, elles contiennent des livres. »

Y a-t-il là quatre bâtiments que l'on doit distinguer — un temple d'Héra, un autre de Zeus, un Panthéon, un édifice à cent colonnes qui serait une bibliothèque — ou un seul (chose que le texte ne semble pas exclure),?  
Selon Roland Étienne, on pourrait aussi concevoir, parmi d'autres combinaisons possibles, que les cent colonnes aient décoré le Panthéon et que celui-ci ait comporté également un temple d'Héra. Une seule chose lui semble impossible (même si c'est ce que l'on pense généralement): voir dans les cent colonnes un bâtiment indépendant. Quant à ce qu'on appelle la « bibliothèque d'Hadrien », ce n'est sans doute pas une simple bibliothèque. Car, toujours selon R. Étienne, au-delà de la fonction de conservation de livres, une bibliothèque peut être liée au culte impérial, et avoir ainsi un but idéologique; c'est le cas, par exemple, au forum de Trajan à Rome et à l'Asclépieion de Pergame. Alors, demande R. Étienne, « Panthéon et Bibliothèque, Panhellénion et Bibliothèque ? », ajoutant que l'archéologie ne semble pas encore pouvoir répondre de façon définitive à la question, même si la recherche avance,.  
R. Étienne réaffirme son point de vue en 2004: « (...) [S']il y a de bonnes raisons de douter que la "Bibliothèque" ait été uniquement, ou principalement, un lieu de culture, il faut reconnaître qu'en dehors de l'Olympieion, aucun des bâtiments cités par Pausanias n'est vraiment identifié sur le terrain. » Il souligne — et partage ce point de vue — que pour certains la Bibliothèque d'Hadrien est une copie du Temple de la Paix (datant des années 70) à Rome, tandis que pour d'autres, elle serait une variation sur le modèle des gymnases grecs — thèse rejetée par l'auteur. 

## Histoire du site

### Antiquité

#### Fondation

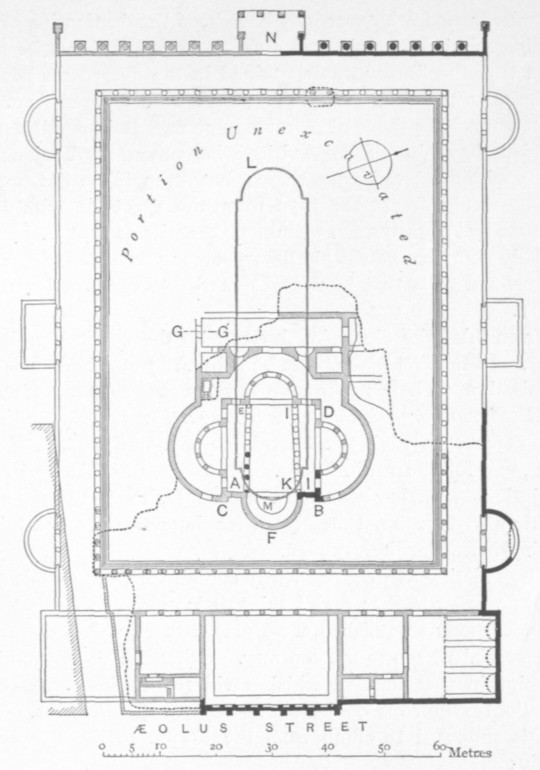
Plan de la bibliothèque ("N" indique l'entrée), avec la superposition du plan de l'église tétrachonque.

Ce complexe monumental doit son nom à son principal donateur : l'empereur romain philhellène Hadrien. Il fut érigé vers 132, et sa bibliothèque aurait rassemblé plus de 20 000 rouleaux. 

#### Destructions successives
En 267, le bâtiment est pris dans la tourmente du pillage d'Athènes par les Hérules. Il est restauré par le préfet d'Illyrie, Herculius, au début du Ve siècle, soit plus d'un siècle et demi après le passage des Hérules. Un certain nombre d'éléments archéologiques laissent penser que le site a peut-être continué à fonctionner, après 267 et durant le IVe siècle, à la fois comme bibliothèque et comme sanctuaire, et peut-être aussi pour abriter une garnison. Il se peut aussi que la restauration menée par Herculius ait suivi le sac de la ville par les Wisigoths d'Alaric en 396.

### Époque byzantine
Le site connaît un renouveau à l'époque byzantine. Lors de la restauration menée par Herculius, au début du Ve siècle, on bâtit sur la place centrale un édifice tétraconque, probablement une église. D'une architecture sophistiquée qui peut être rapprochée de celle de Basilique Saint-Laurent de Milan, le tétraconque occupe une place de choix dans un complexe de bâtiments impériaux, et il est une des premières églises de la ville, dont il fut sans doute la première cathédrale.
Par la suite, apparaissent aussi une basilique à trois nefs au VIIe siècle, puis une cathédrale au XIIe siècle, la première de la cité athénienne, connue sous le nom de Megali Panagia.
Ces trois bâtiments ont laissé des traces de leur existence encore visibles aujourd'hui ; quant à l'église Agios Asomatos sta Skalia, édifiée contre la façade nord de la bibliothèque à la même époque que la cathédrale, elle a été démolie au XIXe siècle et seul en subsiste un reste de fresque au niveau de la façade.

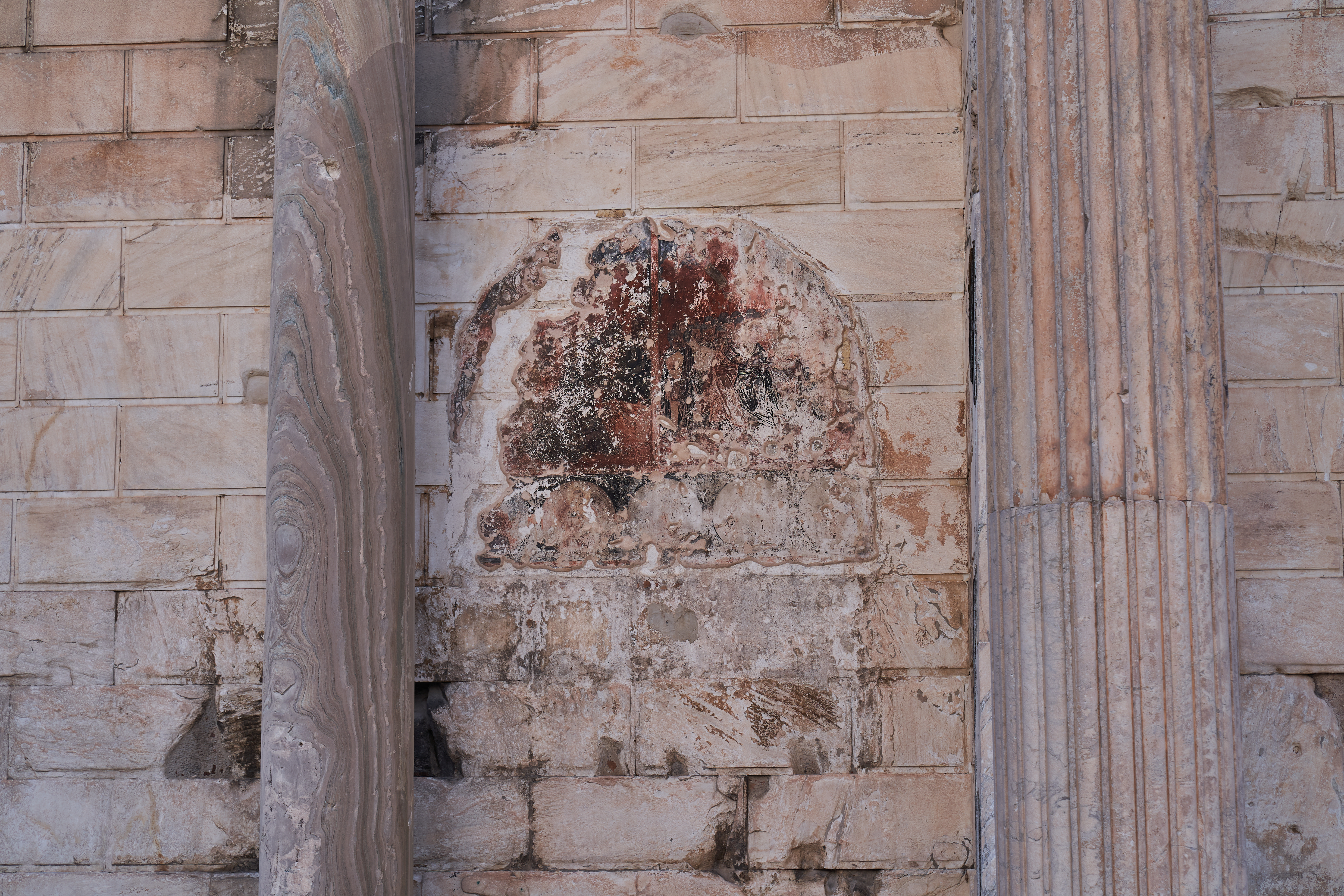
Fresque sur la façade

### Époque contemporaine

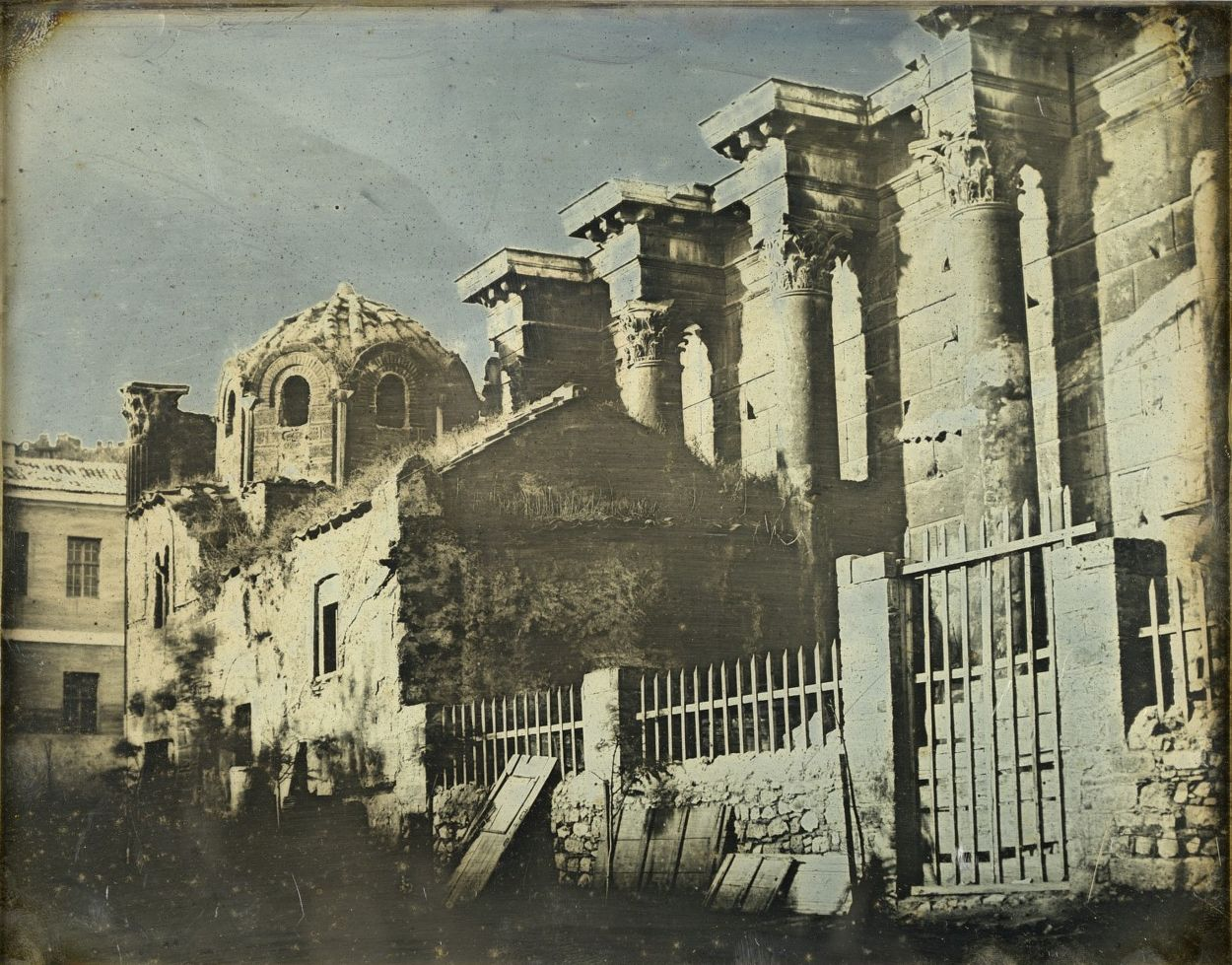
Vue du mur d'entrée (ouest) en 1842, précédé de la chapelle Agios Asomatos sta Skalia.

C'est en 1885 que le bâtiment fut largement dégagé; jusque là, on n'en voyait que quelques colonnes de façade. 
Le site fait aujourd'hui partie des endroits archéologiques touristiques d'Athènes ; il est proche de la place Monastiráki. La façade d'entrée jouxte la mosquée Tzistarakis.

## Architecture
La bibliothèque d'Hadrien suit le schéma classique d'un forum romain, s'inspirant en particulier du forum de la Paix construit à Rome par Vespasien entre 70 et 75. De plus, la façade ouest de la Bibliothèque reprend le motif du forum de Nerva qui jouxte le forum de la Paix, et l'on sait que le Temple de la Paix (situé au centre du mur ouest du forum de la Paix) était encadré par des bibliothèques. 

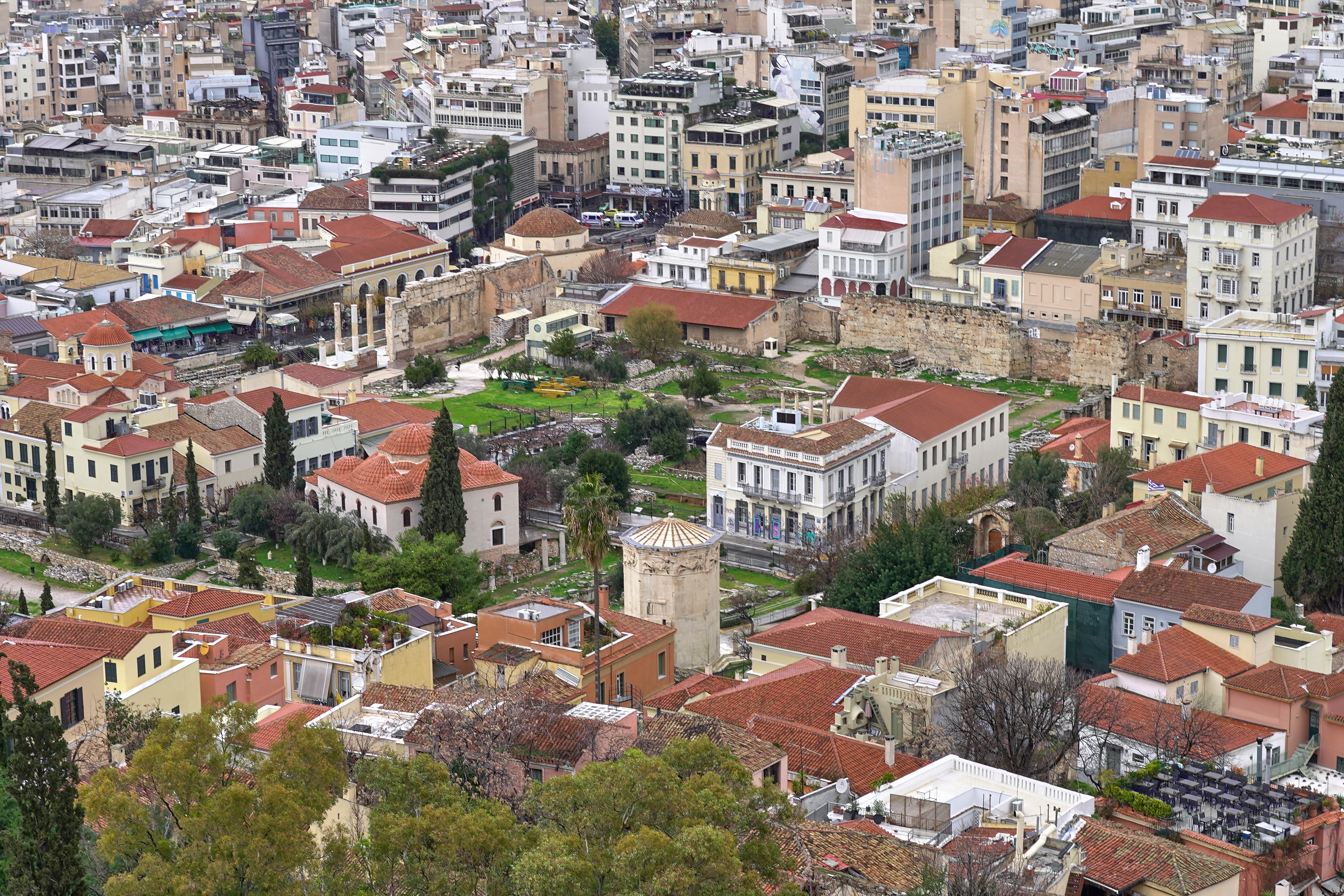
Agora romaine (avec la Tour des vents); entre les deux mosquées, la Bibliothèque. À côté de la mosquée à droite de l'entrée de la Bibliothèque, la place Monastiraki.

Le bâtiment, quadrangulaire et entouré de murs sur chaque côté, s'étend sur de 10 000 m2 (122 × 82 m). Il était constitué de trois parties: 1) une entrée, unique, composée d'un propylée à colonnes corinthiennes; 2) une grande cour d'un peu moins de 5 000 m2 (82 × 60 m), entourée de portiques s'ouvrant de chaque côté, sur la longueur, sur trois exèdres (cette cour était sans doute aménagée en jardin, avant qu'on y installe un grand bassin rectangulaire terminé à chaque extrémité par une abside); 3) enfin, sur la longueur du mur est, une série de salles. Dans la salle du centre (23 × 16 m), le mur du fond est percé de niches. Cette pièce est encadrée de part et d'autre, sur la longueur, par deux autres espace: un petit théâtre, au nord (23 × 16 m), avec 18 rangées de sièges pouvant recevoir cinq cents personnes, et une salle au sud, qui pourrait aussi avoir été un théâtre. 
On parle de « bibliothèque » pour la grande salle centrale en faisant l'hypothèse — majoritairement acceptée, mais aussi contestée par certains chercheurs — que les niches dans le mur du fond recevaient des rouleaux de papyrus. Le bâtiment est donc identifié à la fois comme forum, bibliothèque, dépôt d'archives, palestre ou encore un temple du culte impérial. Il pourrait encore avoir été un panthéon ou un panhellénion. Mais il semble toutefois difficile de lui donner un nom définitif. 

## Galerie

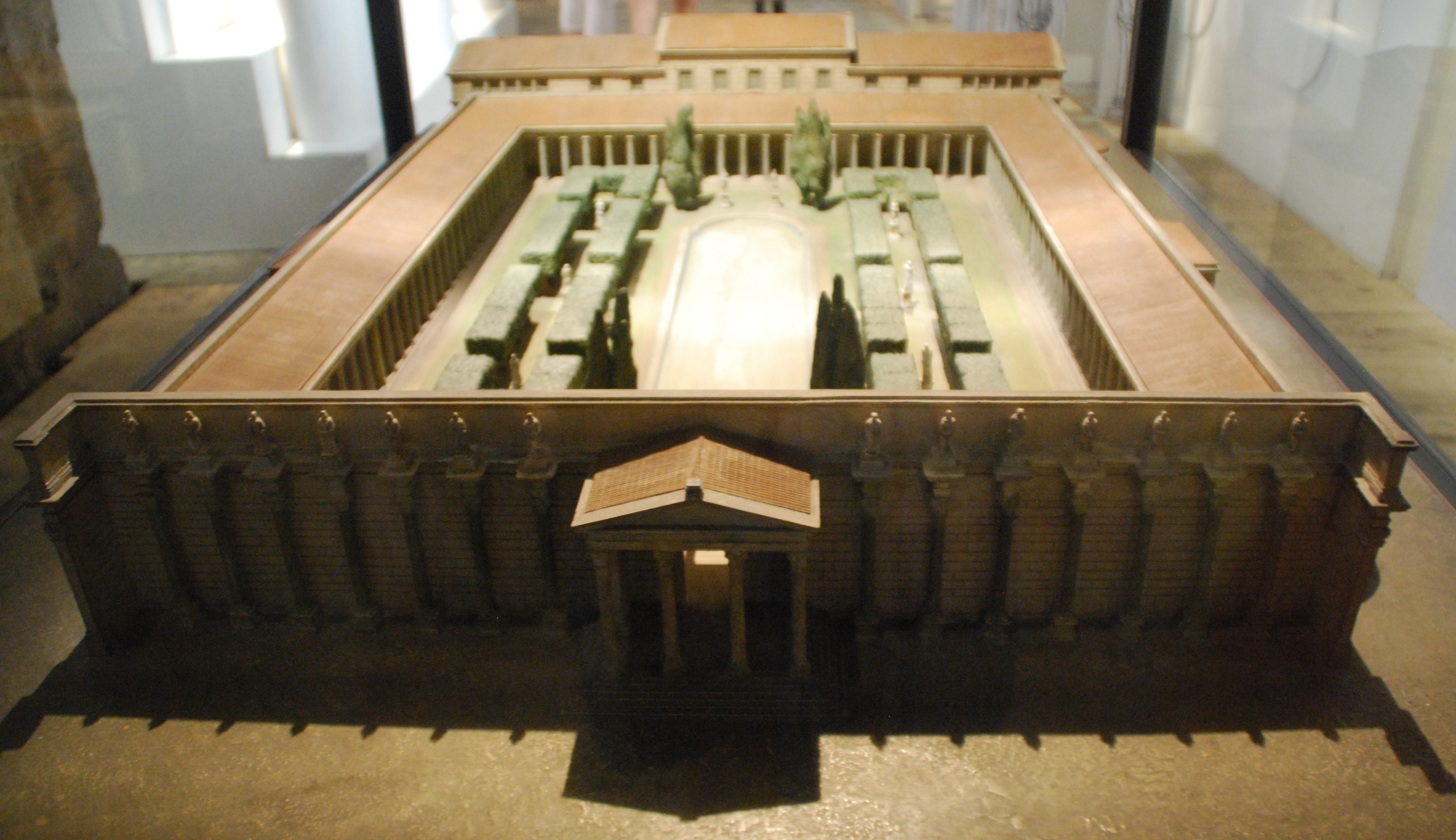
Vue de la façade principale (ouest), de la cour (avec un bassin d'eau) et des salles de lecture au fond.
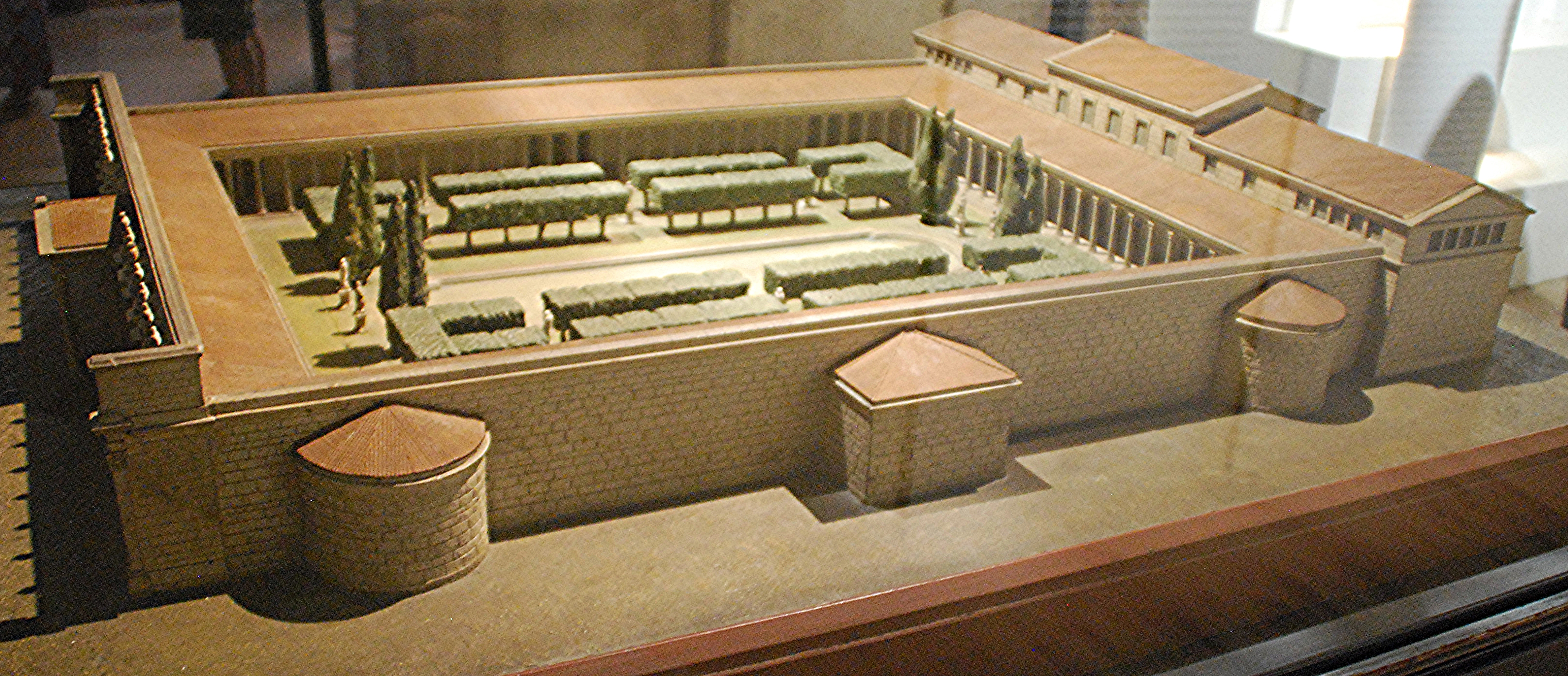
Vue depuis le sud. Maquette, Musée du Colisée, Rome.
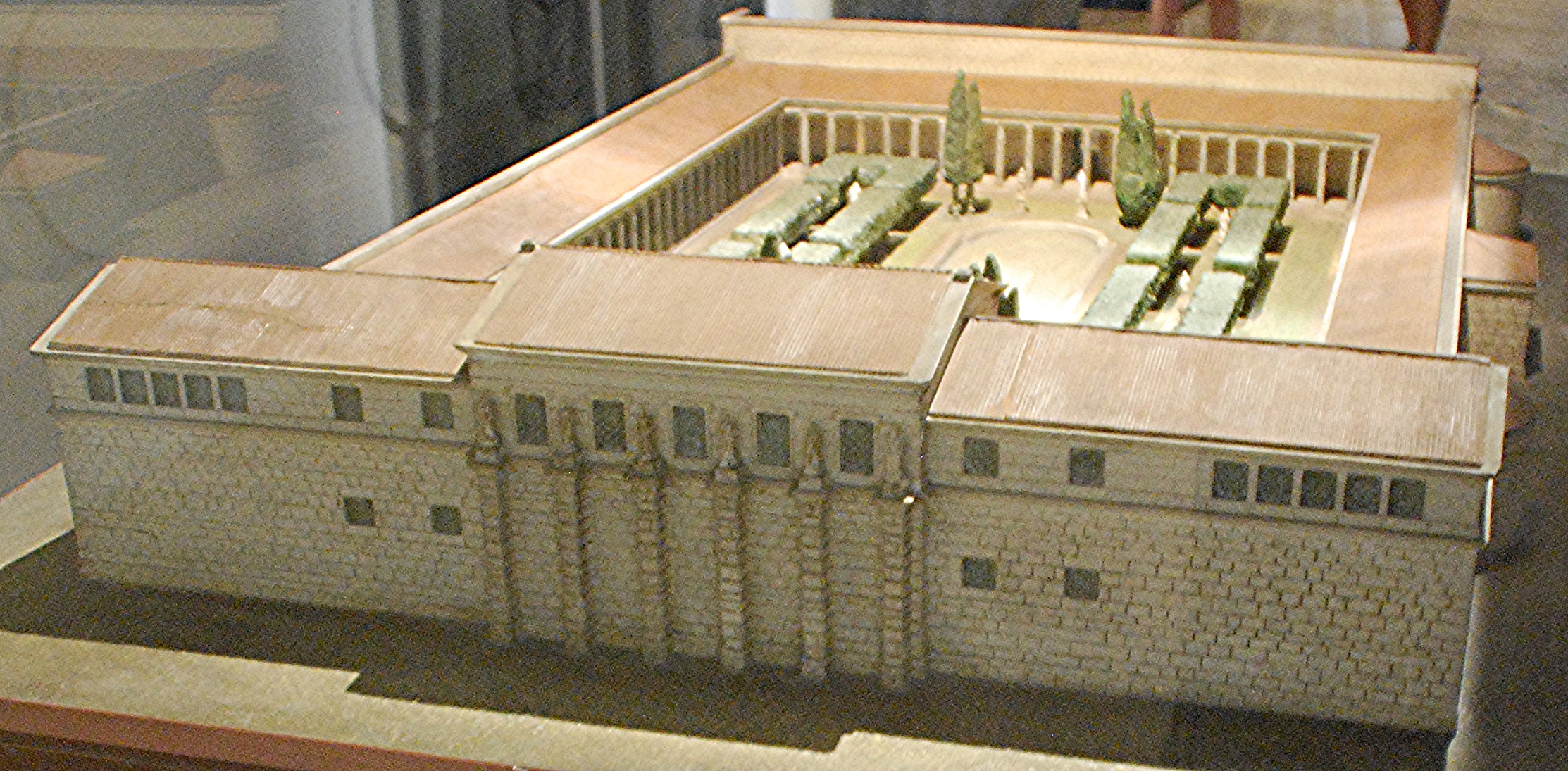
Vue sur les salles de lecture depuis l'est.
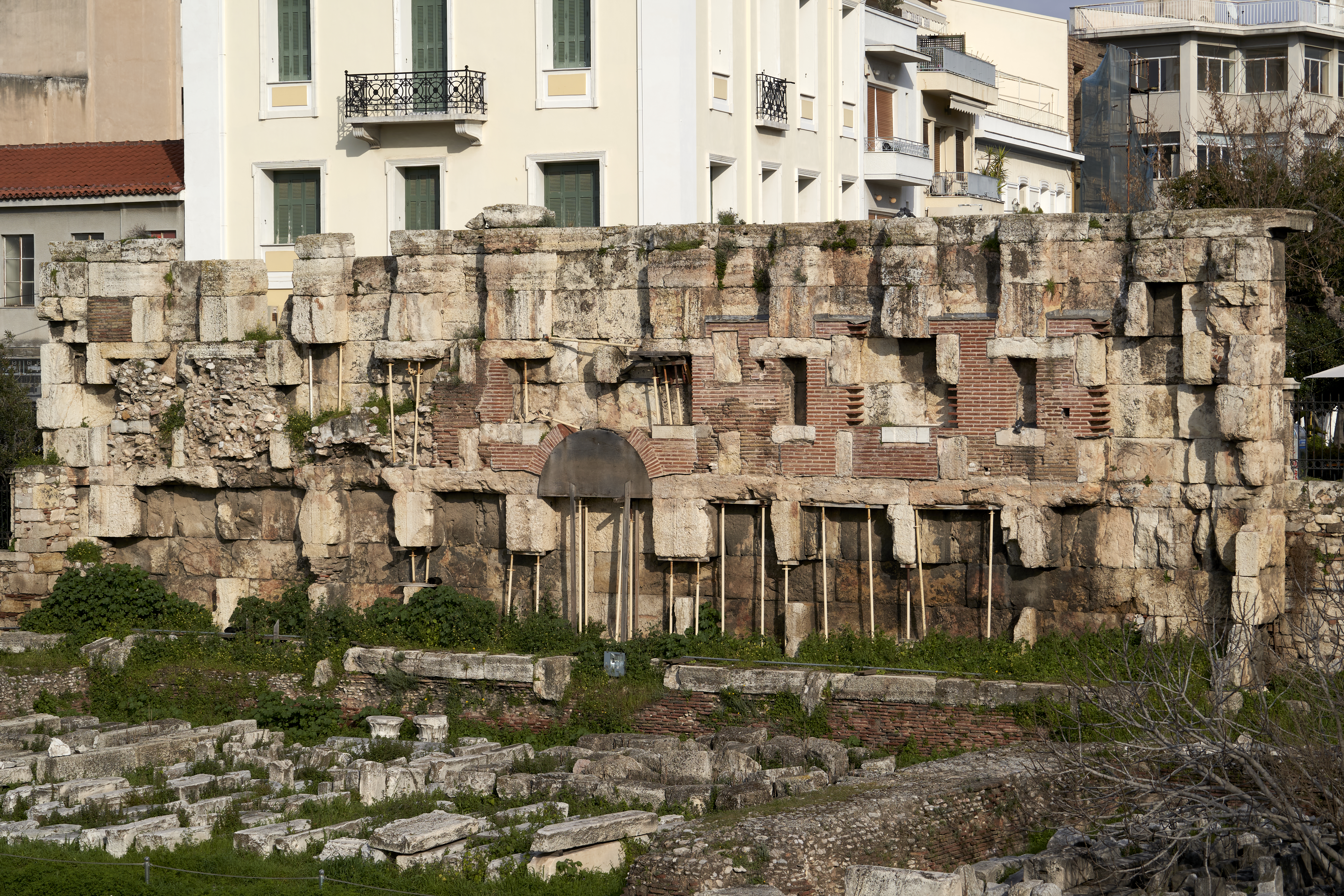
Face intérieure du mur est, qui ferme les salles de lectures.
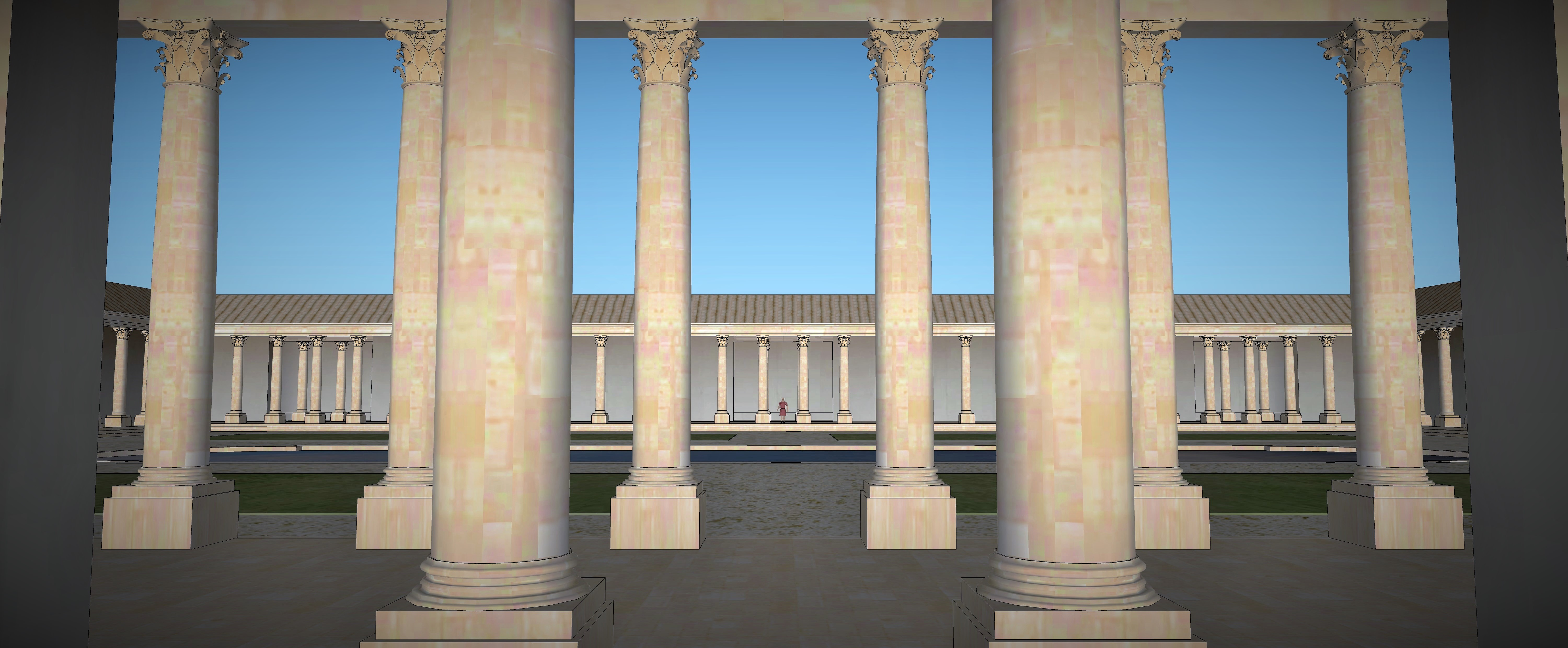
Vue du portique et de la cour.
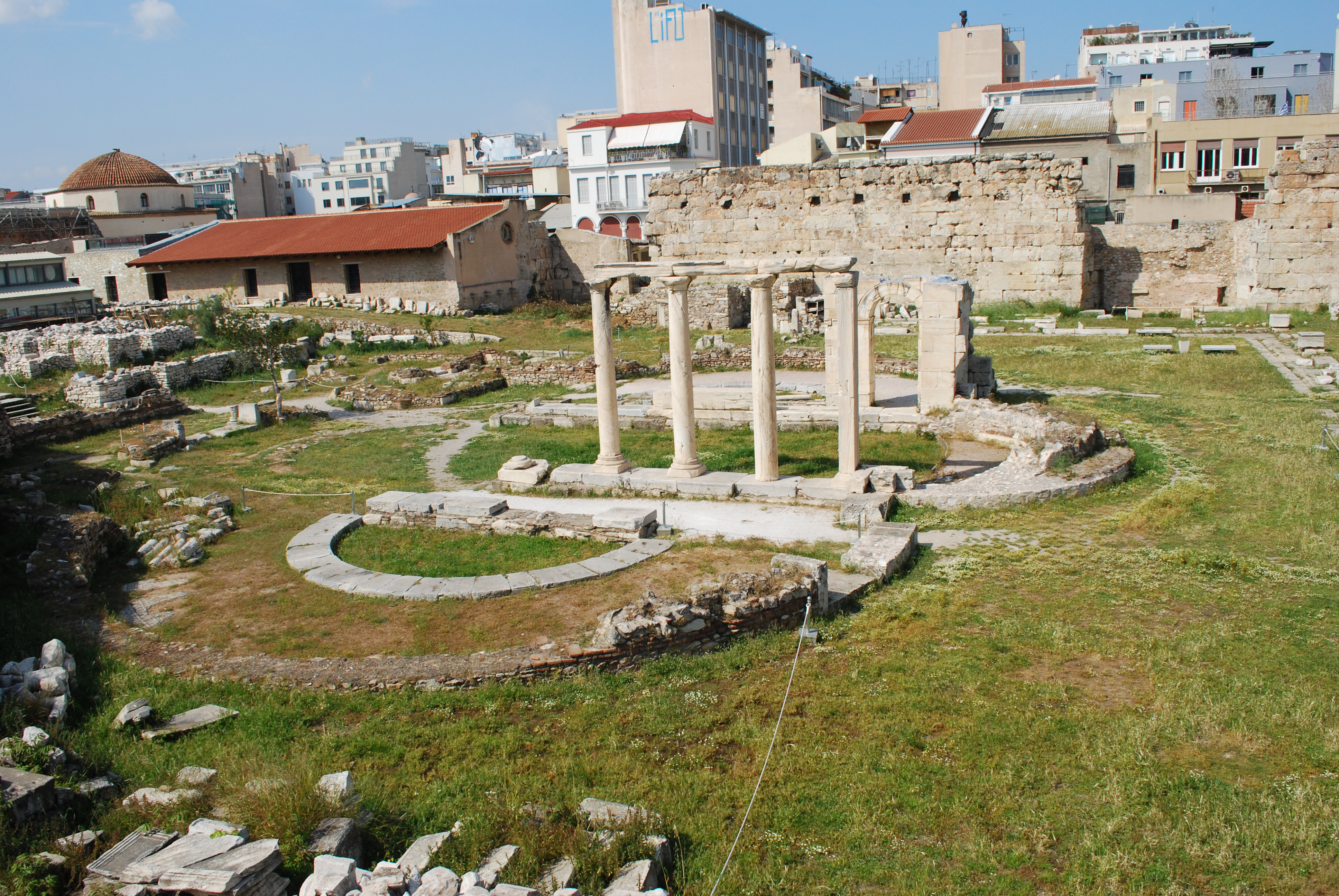
Plan au sol du tétraconque, avec reste de colonnade.